# حله (گناوه)
حله روستایی در بخش ريگ از توابع شهرستان گناوه در حاشیه سواحل نیلگون خليج‌ فارس است.